# Ákos Birtalan
Ákos Birtalan (n. 2 iunie 1962, Vețca, pe atunci în raionul Sighișoara, regiunea Brașov – d. 24 august 2011, Gheorgheni) a fost deputat de Covasna în legislatura 1992-1996, din partea UDMR, apoi ministru al turismului în Guvernul Victor Ciorbea (în perioada 12 decembrie 1996 - 17 aprilie 1998).
La alegerile din 26 noiembrie 2000 a fost ales deputat de Covasna din partea UDMR, mandat pe care l-a exercitat pe parcursul întregii legislaturi 2000-2004.

## Controverse
Mandatul său ministerial a încetat în data de 17 aprilie 1998, după demisia premierului Victor Ciorbea. Noul ministru al turismului, în guvernul Radu Vasile, a fost Sorin Frunzăverde. Conform unui șef de diviziune din cadrul SRI, Birtalan ar fi fost înlăturat din executiv pentru difuzarea unor CD-ROM-uri care prezentau Transilvania ca zonă autohtonă a secuilor.